# Macrosiphum willamettense
Macrosiphum willamettense är en insektsart som beskrevs av Jensen 2000. Macrosiphum willamettense ingår i släktet Macrosiphum och familjen långrörsbladlöss. Inga underarter finns listade i Catalogue of Life.